# Białobrzegi (powiat zamojski)
Białobrzegi – wieś w Polsce położona w województwie lubelskim, w powiecie zamojskim, w gminie Zamość.
Prywatna wieś szlachecka położona była na przełomie XVI i XVII wieku w ziemi chełmskiej województwa ruskiego. Za Królestwa Polskiego istniała gmina Białobrzegi. W latach 1975–1998 miejscowość należała administracyjnie do województwa zamojskiego.
Wieś jest sołectwem w gminie Zamość. Według Narodowego Spisu Powszechnego z roku 2011 wieś liczyła 452 mieszkańców.
Wierni Kościoła rzymskokatolickiego należą do parafii św. Bartłomieja Apostoła w Sitańcu.

## Historia
Wieś z rodowodem sięgającym XVI wieku. Pierwsza pisemna wzmianka o niej pochodzi z 1564 roku. Według zapisów w księgach poborowych z 1589 roku posiadała 10 1/2 łana (około 126 ha) gruntów uprawnych. 
W roku 1593 wraz z włościami szczebrzeskimi przeszła od wielkopolskiego rodu Czarnkowskich do dóbr kanclerza Jana Zamoyskiego. W tym samym roku włączona  utworzonej wcześniej Ordynacji Zamojskiej, w kluczu żdanowskim. Tutejszy folwark przetrwał aż do czasu reformy z 22 lipca 1944 roku .
W wieku XIX wieś w powiecie zamojskim, gminie Terespol, parafii łacińskiej Nielisz. Była tu poprzednio gmina, lecz została przeniesioną do Terespola.
W okresie międzywojennym Białobrzegi należały do gminy Wysokie powiatu zamojskiego. Według spisu z 1921 r. wieś liczyła 55 domów i 333 mieszkańców.

## Wojna i okupacja
Podczas okupacji hitlerowskiej wieś została wysiedlona podczas pierwszego próbnego wysiedlenia z dnia 8 na 9 grudnia 1941 roku.